# Tiro, Guinea
Tiro är en ort i Guinea.   Den ligger i prefekturen Faranah Prefecture och regionen Faranah Region, i den centrala delen av landet, 300 km öster om huvudstaden Conakry. Tiro ligger 442 meter över havet och antalet invånare är 18 982.
Terrängen runt Tiro är huvudsakligen platt. Tiro ligger nere i en dal. Runt Tiro är det glesbefolkat, med 14 invånare per kvadratkilometer. Det finns inga andra samhällen i närheten. I omgivningarna runt Tiro växer huvudsakligen savannskog.